# 슈팅 가드

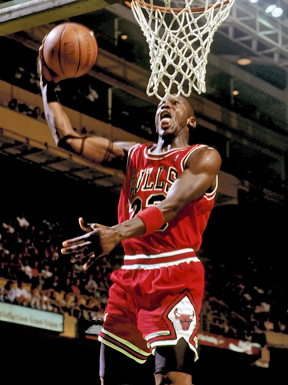
전미 농구 협회(NBA)에서 가장 뛰어난 슈팅가드로 추앙받는 마이클 조던의 모습

슈팅 가드(영어: Shooting guard, SG)는 농구의 포지션 중 하나이다. 코트 내에서 3PT 등 장거리에서 슛을 하여 점수를 얻는 역할을 한다. 일반적으로 이 포지션의 선수는 포인트 가드 선수보다 키가 크고, 슈팅을 하는 횟수도 포인트 가드보다 많아진다. 포인트가드의 역할도 하는데. 대표적인 3pt슈터로는 클레이 톰슨,제임스 하든 등이 있다. 슈팅 가드의 역할을 하는 사람으로서는 브루클린 네츠의 제임스 하든, 마이애미 히트의 드웨인 웨이드, 마이클 조던 등이 있다.

## 기술과 자질
슈팅 가드는 슈팅 능력 외에도 수비력, 패스 능력, 근력 등을 키우는 것이 중요하다. 이 포지션은 오픈 슛을 시도할 때 공격적으로 가장 많은 움직임을 보여주며 동시에 수비 측면에서도 상황을 통제한다.
이 포지션이 선수의 슈팅 능력을 중심으로 형성된다는 점을 이해하면 선수에게 구현된 많은 외부 능력이 전반적으로 선수가 보유한 잠재력을 구축하는 데 도움이 된다. 외부 능력은 강력한 공 핸들링, 예리한 정신, 높은 농구 지능 개발로 구성된다.